# Giuseppe Miroglio (imprenditore)
Giuseppe Miroglio (Alba, 15 luglio 1886 – Alba, 22 novembre 1979) è stato un imprenditore italiano, fondatore del gruppo aziendale Miroglio.

## Biografia

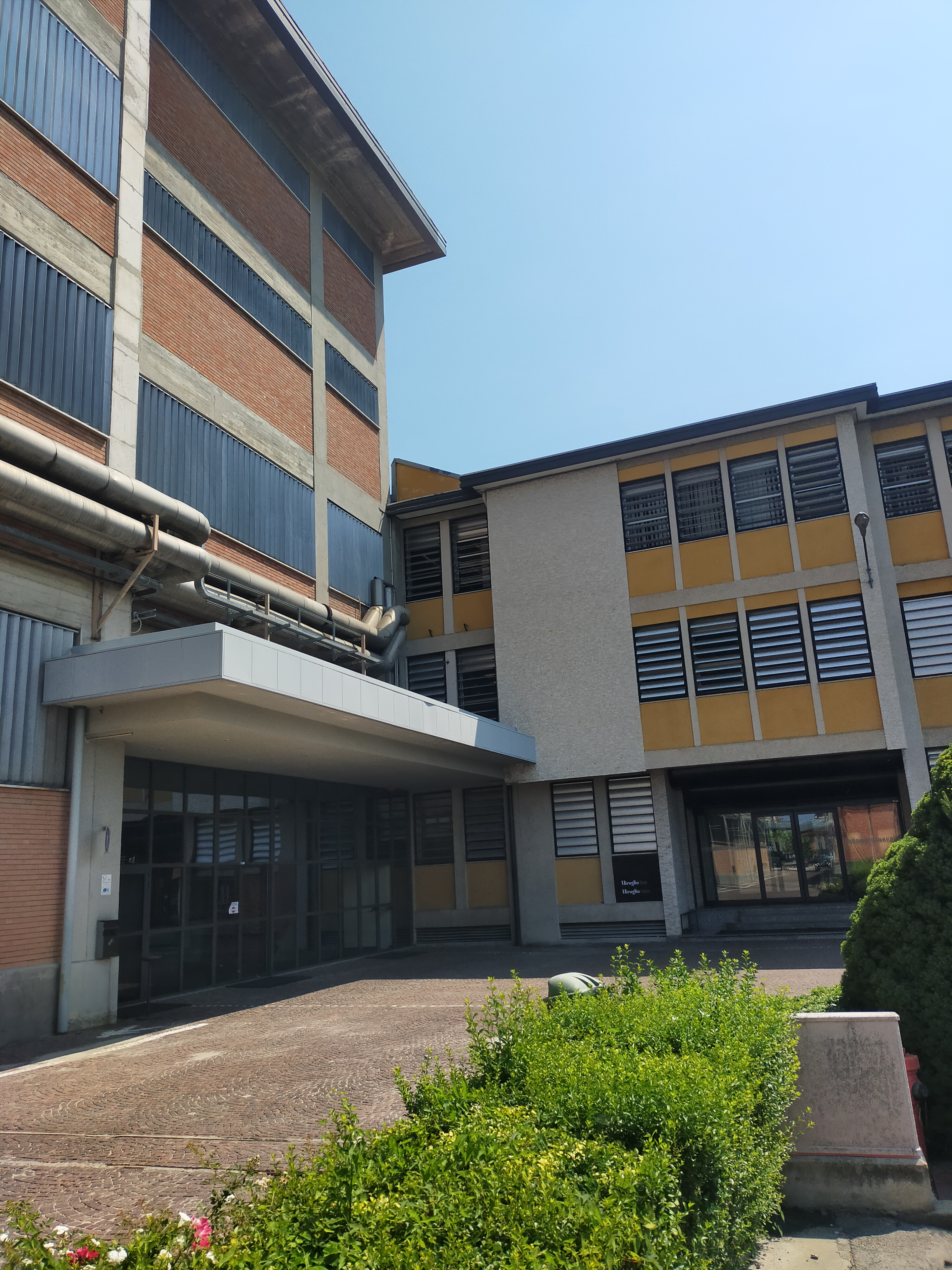
Gli ingressi della Vestebene, ad Alba

Nato da Carlo Miroglio e Angela Scarzello nel 1886 e primogenito di sei fratelli, Giuseppe Miroglio studiò presso le scuole tecniche prima di entrare a lavorare per il negozio di tessuti dei genitori situato nella piazza centrale di Alba.
Nel 1907 l'attività passò ai figli. Nonostante la prima guerra mondiale avesse ridotto i consumi, Giuseppe Miroglio riuscì comunque a fornire le truppe italiane di 100.000 camicie e 50.000 mutande. Lungo gli anni venti, l'esercizio commerciale si ampliò e vennero aperti nuovi negozi a Cuneo, Genova e Nizza Monferrato, tutti gestiti dai fratelli di Giuseppe. Nel 1934 l'imprenditore decise di trasformare la sua attività da commerciale a produttiva, orientandosi alla lavorazione della seta. Fino agli anni cinquanta, l'ampliamento dell'azienda, anche dovuto al sempre più grande numero di telai che essa acquisiva, spinse la famiglia a trasferire l'attività dal centro alla periferia della città di Alba.
Nel 1955 la famiglia Miroglio istituì la Vestebene, società che permise all'azienda di orientarsi non solo alla vendita dei tessuti ma anche a quello dell'abbigliamento. Negli anni sessanta la sezione Tessitura iniziò a produrre il poliestere, si vide un ammodernamento delle tecnologie con l'arrivo di nuovi telai e vennero aperti nuovi stabilimenti nel cuneese. Sul finire del decennio, l'azienda contava un fatturato di 16 miliardi di lire. Oltre a un all'accrescimento aziendale, Miroglio ha promosso servizi correlati al sostegno dei dipendenti fra cui la Fondazione Elena Miroglio, istituita nel 1973 e specializzata nell'assistenza medica per gravi malattie.
Il 2 giugno del 1973, Giuseppe Miroglio venne nominato cavaliere del lavoro. 
Morì il 22 novembre del 1979, all'età di 93 anni.

## Onorificenze

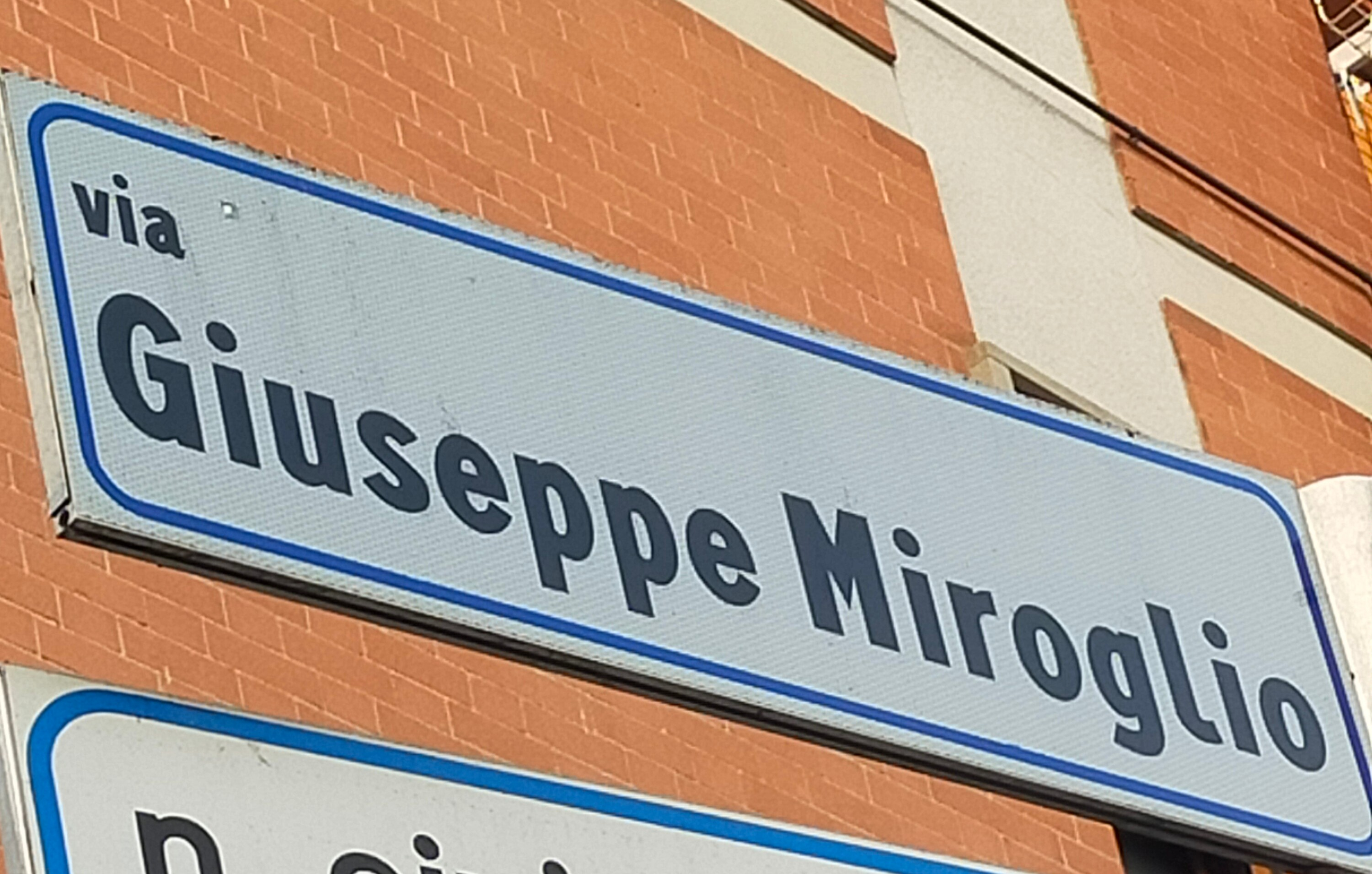
Insegna di via Giuseppe Miroglio ad Alba